# Agilolf Keßelring
Agilolf Keßelring (* 1972 in Tokio, Japan) ist ein deutscher Oberstleutnant der Reserve und Historiker.

## Leben
Keßelrings Großvater war Generalfeldmarschall Albert Kesselring, den er allerdings nicht kennenlernte. Er wurde 1972 in Tokio geboren. Sein Vater war Rainer Keßelring, später Vizepräsident des Bundesnachrichtendienstes und zur Zeit der Geburt an der Deutschen Botschaft Tokio tätig. Agilolf Keßelring trat 1992 in die Bundeswehr ein, wo er zum Offizier der aufklärenden Artillerie ausgebildet wurde (letzter Dienstgrad Oberstleutnant der Reserve). Von 1997 bis 2001 studierte er Geschichte, Sozialwissenschaften und Völkerrecht an der Helmut-Schmidt-Universität/Universität der Bundeswehr Hamburg (M.A. 2000). Von 2001 bis 2003 war er Drohneneinsatzoffizier und -zugführer (Canadair CL-289) u. a. eingesetzt in Mazedonien und im Kosovo. Von 2003 bis 2006 war er Wissenschaftlicher Mitarbeiter am Militärgeschichtlichen Forschungsamt (MGFA) und Redakteur der Zeitschrift Militärgeschichte. 2007 wurde er bei Bernd Wegner an der Fakultät für Geistes- und Sozialwissenschaften der Hamburger Bundeswehruniversität mit der Dissertation Die Nordatlantische Allianz und Finnland 1949–1961. Perzeptionsmuster und Politik im Kalten Krieg zum Dr. phil. promoviert.
Ab 2007 war er Spezialist für Unbemannte Luftfahrzeuge bei Robonic in Tampere/Kemijärvi, Finnland. 2008/09 arbeitete er als Wissenschaftler am Department of Strategic and Defence Studies der National Defence University in Helsinki. Ab 2009 lehrte er im Studienprogramm East Central European, Balkan and Baltic Studies (ECEBB) am Aleksanteri Institute der Universität Helsinki. 2011 wurde er Affiliated Senior Research Fellow am dortigen Fachbereich für Politische Geschichte.
Nachdem er ab 2010 im Projekt „Einsatzarmee Bundeswehr“ und beim Wegweiser zur Geschichte mitgearbeitet hatte, war er 2010 vertretungsweise Leiter des Moduls „Einsatzunterstützung“ am MGFA (heute: Zentrum für Militärgeschichte und Sozialwissenschaften der Bundeswehr). Seit 2012 war er Wissenschaftlicher Mitarbeiter der „Unabhängigen Historikerkommission zur Erforschung der Geschichte des Bundesnachrichtendienstes 1945 bis 1968“ am Fachbereich Geschichte der Philipps-Universität Marburg. Seit 2018 schreibt Keßelring regelmäßig Artikel als Redakteur der finnischen Soldatenzeitschrift Suomen sotilas und lehrt seit 2019 als Privatdozent (finn. dosentti) mit der venia legendi „Geschichte der europäischen Kriegskunst“ an der Nationalen Verteidigungsuniversität (Maanpuolustuskorkeakoulu) in Helsinki.

## Schriften (Auswahl)
- Des Kaisers „finnische Legion“. Die finnische Jägerbewegung im Ersten Weltkrieg im Kontext der deutschen Finnlandpolitik (= Schriftenreihe der Deutsch-Finnischen Gesellschaft e. V. Bd. 5). BWV, Berlin 2005, ISBN 3-8305-0905-7.
- (Hrsg.): Bosnien-Herzegowina (= Wegweiser zur Geschichte). Im Auftrag des Militärgeschichtlichen Forschungsamtes, Schöningh, Paderborn u. a. 2005, ISBN 3-506-72976-4.
- mit Bernhard Chiari (Hrsg.): Kosovo (= Wegweiser zur Geschichte). Im Auftrag des Militärgeschichtlichen Forschungsamtes, Schöningh, Paderborn u. a. 2006, ISBN 3-506-75665-6.
- Die Nordatlantische Allianz und Finnland 1949–1961. Perzeptionsmuster und Politik im Kalten Krieg (= Entstehung und Probleme des Atlantischen Bündnisses. Bd. 8).  Oldenbourg, München 2009, ISBN 978-3-486-58804-0.
- Die Organisation Gehlen und die Verteidigung Westdeutschlands. Alte Elitedivisionen und neue Militärstrukturen, 1949–1953 (= Studien der Unabhängigen Historikerkommission zur Erforschung der Geschichte des Bundesnachrichtendienstes 1945–1968. Nr. 3). Unabhängige Historikerkommission zur Erforschung der Geschichte des Bundesnachrichtendienstes 1945–1968, Marburg 2014, ISBN 978-3-9816000-2-5.
- Die Organisation Gehlen und die Neuformierung des Militärs in der Bundesrepublik. Ch. Links Verlag, Berlin 2017, ISBN 978-3-86284-407-4.
- Die Bundeswehr auf dem Balkan. Zwischen Krieg und Friedenseinsatz. Vandenhoeck & Ruprecht, Göttingen 2023, ISBN 978-3-666-35222-5